# Rhagoletis boycei
Rhagoletis boycei
 es una especie de insecto del género Rhagoletis de la familia Tephritidae del orden Diptera. 
Cresson la describió científicamente por primera vez en el año 1929.